# Museu de l'Stasi
El Museu de la STASI és un museu de Berlín (Alemanya) situat a l'antiga seu central del Ministeri per a la Seguretat de l'Estat (Stasi), que dona a conèixer la repressió que aquest organisme va exercir sobre la ciutadania de la República Democràtica Alemanya. La visita a l'edifici permet conèixer els despatxos dels seus dirigents, les cel·les per a detinguts i els més diversos estris utilitzats per espiar i per controlar la població en el seu àmbit quotidià.
El 15 de gener de 1990, dos mesos després de la caiguda del mur de Berlín, un nombrós grup de manifestants prenia possessió de la seu central del Ministeri per a la Seguretat de l'Estat. El Comitè de Ciutadans de Berlín començava així el tancament i desmantellament d'aquest Ministeri. Una setmana més tard es decidia que un centre commemoratiu per a la investigació i la recerca s'hauria d'establir en aquest edifici, quarter general de la Stasi.